# Ngie Town
Ngie Town est l'un des 19 villages de la commune d'Andek, département de la Momo de la région du Nord-Ouest du Cameroun.

## Population
Au dernier recensement de 2005, le village comptait 1 983 habitants, dont 977 hommes et 1 006 femmes.